# Archaeotinodes hageni
Archaeotinodes hageni is een fossiele soort schietmot uit de familie Ecnomidae.